# Bernardo de Schleswig-Holstein-Sonderburg-Plön
Bernardo de Schleswig-Holstein-Sonderburg-Plön (31 de enero de 1639 - 13 de enero de 1676 en Plön) fue un General danés.
Era el cuarto hijo varón de Joaquín Ernesto, el Duque reinante de Holstein-Plön, y su esposa Dorotea Augusta de Gottorp. Joaquín Ernesto hizo que su hijo recibiera entrenamiento militar y Bernardo pasó a ser coronel al servicio de España en un principio.
En 1672, era el comandante de la infantería de Brunswick-Luneburgo en defensa, con tropas imperiales, de la ciudad de Groningen contra el avance de tropas francesas y tropas del Príncipe-Obispo Christoph Bernhard von Galen de Münster. En agosto de 1675 retornó a Plön, donde tomó el mando de las tropas ahí. Dinamarca se preparaba para la campaña pomerana de 1675, y el 25 de octubre de 1675 fue nombrado Mayor General en el ejército danés.
Murió de una fiebre repentina en 1676 en Plön. Fue sucedido como comandante de las tropas danesas por su hermano mayor Juan Adolfo. Nunca contrajo matrimonio.